# Verónica López Ramón
Verónica López Ramón (Alacant, 1979) és una advocada i política valenciana.
Llicenciada en dret per la Universitat d'Alacant ha exercit d'advocada. Milita al Partit Socialista del País Valencià (PSPV) amb el qual ha sigut primera tinent d'alcalde i regidora d'Urbanisme de l'ajuntament d'Altea (Marina Baixa) entre el 2007 i el 2011. Fou elegida diputada a les Corts Valencianes a les eleccions de 2011, Directora General de Justícia (2015-2019), i sotssecretària de la Conselleria d'Innovació, Universitats, Ciència i Societat Digital. (2019-2021).